# Les Habits noirs (feuilleton télévisé)
Pour le cycle littéraire, voir Les Habits noirs.
Les Habits Noirs est un feuilleton télévisé français en 31 épisodes de 15 minutes, créé par Jacques Siclier et réalisé par René Lucot d'après le roman éponyme de Paul Féval, diffusé du 16 octobre au 25 novembre 1967 sur la première chaîne de l'ORTF. Il fut également rediffusé en 1973.

## Synopsis
Caen, 1825. Un brassard du XIVe siècle, ciselé et cloué de rubis, avec poignet et avant-bras, est exposé à la devanture de la boutique d'armurier d'André Maynotte. Le même Maynotte est chargé de décorer un coffre à piège contenant 400 000 francs. Pendant la nuit, le coffre est ouvert grâce au brassard articulé. Tous les soupçons risquent de se porter sur Maynotte, qui met sa femme en sûreté et se constitue prisonnier. Bien que le juge croie en sa sincérité, il est condamné à vingt ans de travaux forcés.
Tel est le départ d'une aventure à rebondissements courant sur près de deux décennies, au cours de laquelle un innocent doit, pour être réhabilité, lutter contre une société secrète : les fameux Habits noirs.

## Distribution
- François Marie : le narrateur
- Jean-Pierre Bernard : André Maynotte
- Julia Dancourt : Julie Maynotte, la baronne Schwartz
- Jean-François Calvé : Lecoq, dit Toulonnais-L'Amitié
- Nell Reymond : la comtesse Corona
- François Dalou : Jean-Baptiste Schwartz
- Bernard Jousset : le commissaire Schwartz
- Renée Barell : Madame Schwartz
- Raymond Jourdan : le juge Roland
- Christine Simon : Fanchette
- Jean Sagols : Michel
- Annie Sinigalia : Blanche
- Maïa Simon : Edmée Leber
- Jean-Pierre Leroux : Maurice Schwartz
- Gilles Guillot : Etienne
- Jacques Gaffuri : Similor
- Dominique Bernard : Echalot
- Mathieu : Trois-Pattes
- Jean Lanier : le colonel Bozzo
- René Alie : le comte Bozzo
- Éric Gils : le duc
- Pierre-André Krol : le docteur Samuel
- Jean Rupert : Mylord
- Jacques Gheusi : le prêtre (Habits Noirs)
- Florence Giorgetti : Marguerite Sadoulas
- Géo Wallery : Alfred, le valet du colonel Bozzo
- Jean-Pierre Brunot : Monsieur Bruneau
- Georges Aubert : l'allumeur de réverbères
- Jean-François Dupas : Badaud (place des Acacias)
- Philippe Chauveau : Badaud (place des Acacias)
- Christian Buhr : Badaud (place des Acacias)
- Richard Martin : Palefrenier (place des Acacias)
- Pierre Real-Richez : Palefrenier (place des Acacias)
- Bill Stone : Palefrenier (place des Acacias)
- Gilette Barbier : Madeleine, la nourrice
- Jacques Blot : le geôlier Louis
- Raoul Curet : Maître Cotentin de la Lourdeville
- Roger Jacquet : le prisonnier Lambert
- René Lucot : Le président du tribunal (le réalisateur !)
- Frédéric Lambre : le paysan Léon
- Guy Coquerel : le gendarme Manigot
- George Lucas : le brigadier
- Robert Larocheau : Monsieur Jonas
- Jacques Galland : Monsieur Jouvin
- Nicole Desailly : Madame Jouvin
- Jacques Arné : le fils Coutant
- Yvonne Ferraud : Madame Coutant
- Maurice Villiod : le prêtre (mariage de Julie et J.-B. Schwartz)
- Aline Blome : Madame Blot
- Robert Blome : Monsieur Blot
- Philippe Brizard : le gendarme belge
- Rogers : Tourangeau
- Robert Lepers : Domergue
- Christine Ellsen : Madame Sicard
- Germaine Ledoyen : Madame Leber
- Roger Trapp : Portier Rabot
- Jrène Daix : Madame Rabot
- Édith Ker : Madame Battista
- Raymond Pélissier : Marquis de Gaillarbois
- Claudine Berg : Sœur Céline
- Arlette Guilbert : Madame Champion
- Bruno Balp : le caissier Champion
- Marion Loran : Mazagran
- Jacqueline Pierreux : Sapajou
- Marcel Champel : Boulard
- Jacques Bouvier : Battu
- Marius Balbinot : le cabaretier Lampion
- Liliane Sorval : Madame Lampion
- Pierre Pernet : Riffard
- Raymond Danjou : le préfet de police
- André Dumas : Savinien Larcin
- Suzanne Bory : Madame Desneiges

## Fiche technique
- Adaptation : Jacques Siclier
- Chef de production : Jean Remaud
- Réalisation : René Lucot
- Assistants-réalisateurs : Edouard Kneusé et François Desormonts
- Directeur de la photographie : Gilbert Sandoz
- Cadreurs : Christian Reynaud et Maurice Venier
- Ingénieurs du son : Guy Solignac et Mario Winck
- Décors : Gilles Vaster
- Assistants-décorateurs : Jean Caromel et Richard Cunin
- Musique originale : Louis Bessières
- Montage : Maurice Rose et J.-C. Gauthier
- Mixage : J.-C. Brisson
- Chef de fabrication film : Jean Gaillard
- Script-girls : R. Kammerscheit et Suzanne Madin
- Ensemblière : Janine Barthe
- Costumes :  Claude Catulle
- Assistante costumière : Hélène Martel
- Maquilleuse : Andrée Jaïs

## Épisodes
1. Épisode 1 : Le brassard ciselé / Ce jour-là, le 14 juin 1825, à Caen / Au coq hardi / Lecoq s'en va / La caisse Bancelle
2. Épisode 2 : Un bruit dans la boutique / Promenades / Scrupules de J.B. Schwartz / Aux écoutes !
3. Épisode 3 : La fuite / Une heure de bonheur / Prisonnier !
4. Épisode 4 : Instruction / André à Julie / Au secret
5. Épisode 5 : Le procès / Une visite
6. Épisode 6 : Fera-t-il jour demain ? / En France
7. Épisode 7 : Chez Madeleine / À Paris / Mademoiselle Fanchette
8. Épisode 8 : La dernière affaire du colonel
9. Épisode 9 : Le départ d'André / Trois-Pattes / La forêt de Bondy
10. Épisode 10 : Le château de Boisrenaud / Chez le baron Schwartz
11. Épisode 11 : Bouton de diamant / La chambre de la baronne Schwartz / Dans les bois
12. Épisode 12 : Retour à Paris / La comtesse Corona
13. Épisode 13 : Le dernier souffle
14. Épisode 14 : Le conseil des Habits noirs / Orgie littéraire
15. Épisode 15 : Les comiques / Des tas d'histoires
16. Épisode 16 : La chambre de Monsieur Bruneau / Edmée et Michel / La cassette
17. Épisode 17 : L'agence Lecoq / Monsieur Lecoq
18. Épisode 18 : La confrontation / On dansera
19. Épisode 19 : La mansarde de Trois-Pattes / La Forêt de Paris / Le baron et la baronne Schwartz
20. Épisode 20 : L'hôtel Schwartz / Visites en ville
21. Épisode 21 : Trois-Pattes aux aguets / Similor et Echalot / Le cabaret de l'Epi Scié / Les respects de Lecoq
22. Épisode 22 : Les funérailles d'un juste / Trop tard !
23. Épisode 23 : Danse à l'Epi Scié / Piège à loup / La comtesse Corona
24. Épisode 24 : Le scapulaire de la Merci / La chose de tuer la femme / La sortie des comiques / Découvertes
25. Épisode 25 : Au poste de police / Les histoires d'Edmée / Michel revient !
26. Épisode 26 : Monnaie de la Sainte-Farce / Le salon de la baronne Schwartz / À la préfecture de police
27. Épisode 27 : Michel et Trois-Pattes / Michel et sa mère / Michel et le baron Schwartz / Maurice et son père / Il fait jour à l'épi scié
28. Épisode 28 : Bal d'argent / Va-et-vient à la caisse
29. Épisode 29 : La complainte du brassard ciselé / Une vieille connaissance / Amour qui expie
30. Épisode 30 : Tête à perruque / Chambre noire / Le brassard ciselé
31. Épisode 31 : La caisse Bancelle / Le dénouement / La réhabilitation / Épilogues